# Martijn Cappel
Martijn Cappel (Amsterdam, 4 april 1980) is een voormalige handbalkeeper. Hij kwam uit voor onder andere Volendam en Kolping. Cappel is vanaf 2018 talent trainer bij Volendam.